# Ivan Telegin
Ivan Alexejvitj Telegin (ryska: Иван Алексеевич Телегин), född 28 februari 1992 i Novokuznetsk, är en rysk professionell ishockeyspelare som spelar för HK CSKA Moskva KHL.
Telegin blev draftad av Atlanta Thrashers i den fjärde rundan i 2010 års NHL-draft som nummer 101 totalt.
Han var med och tog OS-guld 2018.

## Klubbar
- Metallurg Novokuznetsk Moderklubb–2009
- Saginaw Spirit 2009–2011
- Barrie Colts 2011–2012
- St. John's Icecaps 2012–2013
- HK CSKA Moskva 2014–